# Isokline
Der Begriff Isokline (von griech. ísos = gleich und klínein = neigen) bedeutet in der Mathematik und in der Geophysik eine Kurve gleicher Neigung.

## Isoklinen in der Mathematik
In der Mathematik sind Isoklinen ein Hilfsmittel zur graphischen Integration, also zur zeichnerischen Bestimmung von Näherungslösungen einer Differentialgleichung.
Für eine explizite Differentialgleichung {\displaystyle y'=f(x,y)} ist jede Kurve mit einer Gleichung des Typs {\displaystyle f(x,y)=C} (bei konstantem {\displaystyle C}) eine Isokline. In den Schnittpunkten verschiedener Lösungskurven der Differentialgleichung mit dieser Isokline  haben diese Lösungskurven die gleiche Steigung (nämlich {\displaystyle C}) und damit den gleichen Neigungswinkel gegenüber der {\displaystyle x}-Achse.

### Beispiel
Für die Differentialgleichung {\displaystyle y'={\tfrac {2y}{x}}} lautet eine Isoklinengleichung {\displaystyle {\tfrac {2y}{x}}=C} beziehungsweise {\displaystyle y={\tfrac {C}{2}}x}. Die Isoklinen in diesem Beispiel sind also die Geraden durch den Ursprung mit Ausnahme der {\displaystyle y}-Achse. Die Lösungen der Differentialgleichung haben (zumindest lokal) die Form {\displaystyle y=Cx^{2}}. Die zugehörigen Lösungskurven sind für {\displaystyle C\neq 0} Parabeln; für {\displaystyle C=0} erhält man die {\displaystyle x}-Achse als weitere Lösungskurve.
Die beiden Skizzen zeigen einige der Isoklinen (rot). Aus den kurzen Geradenstücken (Linienelementen) lässt sich jeweils die zugehörige Steigung ablesen. In der rechten Skizze sind zusätzlich einige Lösungskurven (blau) eingezeichnet.

## Isoklinen in der Geophysik
In der Geophysik wird der Begriff Isokline für Linien gleicher magnetischer Inklination verwendet. Eine solche Isokline verbindet Punkte miteinander, in denen die Feldlinien des Erdmagnetfelds den gleichen Winkel gegenüber der Erdoberfläche einschließen.

## Nullkline
Einen Sonderfall stellt die Nullkline dar, für die gilt {\displaystyle f(x,y)=C=0}.